# Piwniczna szyja

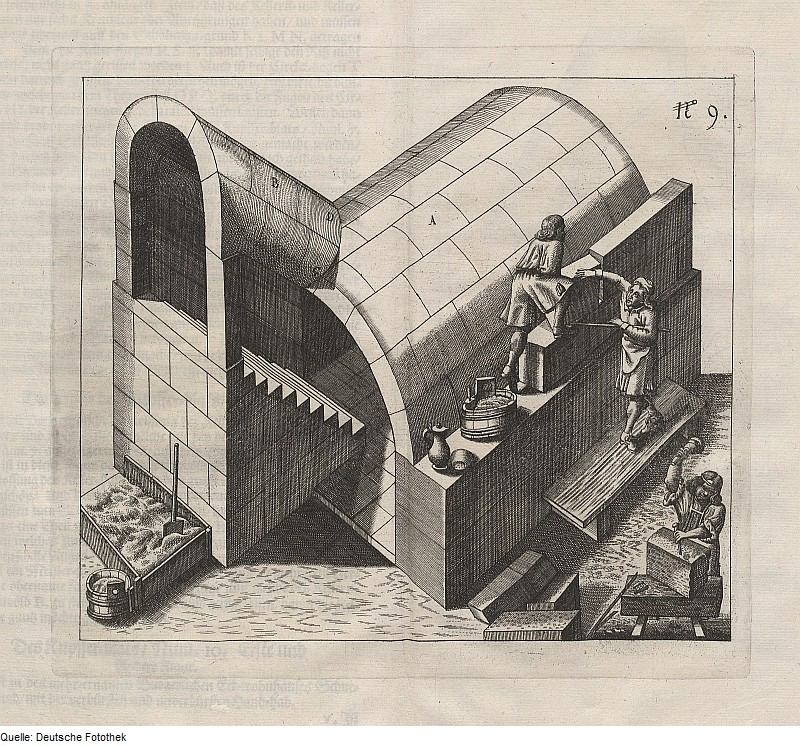
Budowa sklepienia piwnicznego (1673)

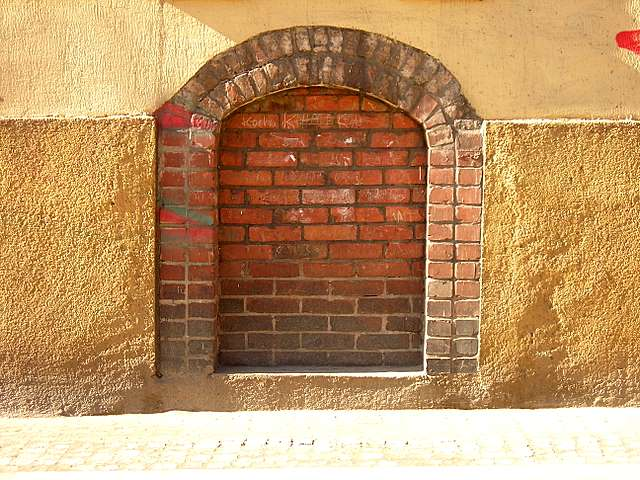
Piwniczna szyja przy ul. Łaziennej w Toruniu.

Piwniczna szyja – średniowieczny termin budowlany opisujący niezależne zejście do piwnicy z poziomu terenu. Na piwniczną szyję możemy natrafić w wielu polskich miastach. W związku ze zmianą sposobu użytkowania piwnic na przestrzeni wieków oraz układaniem kolejnych warstw nawierzchni ulic miejskich, zmienił się również kształt i funkcja szyi piwnicznej. Szyja piwniczna zmieniła się z zejścia wyposażonego w schody na: świetlik, otwór wentylacyjny i otwór przeznaczony do zsypu węgla. W niezmienionej formie zachowały się nieliczne szyje piwniczne. 
Piwniczna Szyja to także dawna nazwa miasta Piwniczna-Zdrój. Średniowieczna nazwa miasta pochodziła od miejsca o tej samej nazwie, w którym bieg rzeki Poprad przybiera kształt piwnicznej szyj widzianej od strony ulicy. 
Piwniczna szyja oznaczała w języku staropolskim owoc wawrzynka wilczełyko (staropolski - wilcze łyko).